# Antonio Caimi
Antonio Caimi, né le 16 avril 1811 à Sondrio, et mort le 5 janvier 1878 à Milan, est un historien de l'art et peintre italien.

## Biographie
Antonio Caimi est né le 16 avril 1811 à Sondrio, de Giuseppe et de Isabella Rusconi.
Il est l'élève de Giuseppe Diotti à Bergame et de Luigi Sabatelli à l'Accademia di Belle Arti di Brera à Milan. Il devient secrétaire de l'Académie entre 1860 et 1878.
Il meurt le 5 janvier 1878 à Milan.

## Œuvres
- Retour à Babylone[3].
- Décapitation de Saint Jean Baptiste[3].